# Никола Наљешковић
Никола Наљешковић (лат. Nicolaus de Nale; 1505/1508—децембар 1587), је био дубровачки лирски и драмски песник, писац и астроном.

## Животопис
Рођен у богатој грађанској породици између 1505. и 1508. године, школовао се највероватније само у Дубровнику. Носио је надимак Живон. Рано је остао без оца (умро је 1527. године у великој куги) и морао да преузме бригу о породици, као и о трговачким пословима. Путовао је по готово читавом Медитерану, али без много успеха у пословима, тако да је 1538. године морао је да објави банкрот. Због тога је готово читаву наредну годину провео у затвору, а са истог разлога напустила га је и вереница, Лукреција Зузорић, која је — по непотврђеној легенди — из свадбене поворке побегла у манастир. По изласку из затвора обављао је различите послове у државној администрацији, а дуго времена је радио и као геомeтар у Дубровнику и околини. Оженио се после 1550. године својом блиском рођаком Ником Наљешковић, с којом није имао деце. Остатак живота провео је, захваљујући приходима које је у служби имао, као и миразу који је добио женидбом, у сређеним материјалним приликама и с могућношћу да више времена посвети омиљеним астрономским истраживањима. Умро је у другој половини децембра 1587. године.

## Књижевни рад
Никола Наљешковић је био веома плодан писац који се огледао у лирској, покладној, пригодној и драмској поезији. Писао је искључиво у стиху.

### Лирска поезија

#### Љубавна поезија
Никола Наљешковић је највероватније љубавном поезијом започео свој књижевни рад, али се њоме није — за разлику од већине дубровачких песника — бавио само у младости, већ ју је несумњиво писао и у познијем добу свога живота. Његова збирка љубавне поезије броји близу 200 песама. Многе од њих су по темама и мотивима блиске петраркистичкој лирици његових савременика и нешто старијих песника, али се приличан број његових остварења од ње разликује најчешће наглашеном реалистичношћу, која понекад прераста у документарност, и необичношћу мотива. Тако Наљешковић не благосиља, већ проклиње дан и час када је срео своју драгу, опомиње је да не чита непристојне песме и оне писане другим девојкама, пева и о њеним манама, о томе како је одрезала косу, честита јој Нову годину, теши је због смрти сина... Тематско-мотивски разноврстан и свеж, пун несумњиво искреног бола и патње, Наљешковићев канцонијер, а тек сасвим ретко појединачне песме његове, не превазилази по песничкој вредности остварења ни првих петраркиста дубровачких, још мање његових млађих савременика.

#### Побожна поезија
Петнаест побожних песама, колико их данас познајемо, спадају у слабији део Наљешковићевог опуса: писане више као дуг времену, понекад као израз животне несигурности, под доста јаким утицајем средњовековне пучке побожне литературе (нпр. у песми Кости мртваца…), оне остају у сенци не само надахнутог Ветрановићевог песништва са овом тематиком, него и других Наљешковићевих остварења.

### Покладна поезија
Никола Наљешковић је написао 12 покладних песама, највероватније око 1547. године, када је боравио у затвору због неког изгреда током карневала. Досадашња књижевна историја је различито тумачила састав тог зборника: по једнима, те песме су сасвим нејединствене, неке од њих уопште нису праве маскерате, док је по другима то јединствен циклус покладне поезије. Оно што већину тих песама обележава јесте типично карневалска слобода, ласцивност, па и опсценост мотива, мада има и оних које у потпуности остају у оквирима пристојног израза, неке су с родољубивим мотивима. Метрички — нарочито када је у питању строфа — веома су разноврсне.

### Посланице и пригоднице
Од свих дубровачких песника Никола Наљешковић је оставио најобимнији зборник песничких посланица. Оне су упућене разним лицима, од угледних властелина дубровачких до блиских пријатеља сродних писцу по књижевним, па чак и астрономским опредељењима. У њима има веома много историјске и књижевноисторијске грађе, али неретко се, нарочито у изразу бола и патње, кроз њихове стихове пробија искрено и песнички топло изражена емотивност.

### Драмски рад
Оно по чему је Наљешковић највише до сада цењен у историји књижевности јесте седам његових драма које рукописи све обележавају именом комедија и редним бројем. Комедије од прве до четврте су пасторално-митолошке и пасторалне еклоге и, судећи по сложености, настале су обрнутим редом, тј. Комедија четврта је најједноставнија и вероватно најстарија, док је Прва вероватно последња међу њима написана и изведена; обрнуто стоје ствари с преостале три драме, које су по жанру фарсе: најједноставнија међу њима, па отуда — претпостављамо — и најстарија јесте Пета, док је Седма најсложенија и вероватно последње Наљешковићево драмско дело.

#### Пасторалне драме
Комедија четврта није сачувана у целини, само је делимично драмски еклошки текст, јер у другом делу добија особине маскерате; она представља сусрет младића које су напали хајдуци (гусари од горе) и вила, који затим воде дијалог о љубави, да би се на крају младићи завршном песмом обратили дамама у публици. Комедија трећа заснована је на плесу, морешки и у њој се пастири и сатири сукобљавају око уснуле виле која бежи; њихов међусобни сукоб, као и сукоб и једних и других с вилом разрешава мудри старац који вили досуђује слободу, јер она то једино жели. Очигледно је алегоријско значење ове драме. Комедија друга представља драматизацију Парисовог суда, али се избегава његов трагичан завршетак својеврсном травестијом дарова који се нуде Парису и раздвајањем функције пастира од судије. Комедија прва развија се око типично еклошког мотива несреће заљубљеног пастира због неузвраћене љубави, али је проширена фарсичним елементима: заљубљеног Радата не саветује само пријатељ, већ и сеоска врачара чији су ласцивне препоруке алегоризовани по узору на израз маскератне поезије.

#### Фарсе
Никола Наљешковић је први извео ову врсту драме на дубровачку сцену. Све обрађују тему недозвољене љубави у миљеу живота у грађанској породици. У прве две (Комедија пета и Комедија шеста) реч је о неверном мужу, а у трећој (Комедија седма) комички драмски сукоб заснован је на мотиву женидбе заблуделог младића.

##### Комедија пета
За ову Наљешковићеву драму Мирослав Пантић је утврдио да је изведена 1541. или 1542. године. Њени јунаци су Господар (Џиво) и Госпођа и њихове две служавке. Препуна је реалистичких детаља, почев од уводног разговора служавки Милице и Маруше, у којем оне причају о оштром кажњавању своје „колегинице“ Петруше, а затим певају једну песму „на народну“, па преко њихове свађе с Господарицом, потом свађе Господара и Господарице... Уз то, у њој заиста има и много од у прологу обећаног „смијеха“, који кулминира у типично фарсичној сцени у којој госпођа наводно чита молитву у својој соби, непрестано добацујући своме мужу за шта све треба да изгрди служавке; он то чини на сав глас у другом делу сцене, у кухињи, а заправо једну од тих служавки држи у крилу. Када Господарица то примети, њихова расправа о (не)верности показује заправо истоветност њихових схватања: њени аргументи засновани су на лицемерном поимању брачног живота, његови на искривљеној слици друштвеног морала. Разрешење је крајње једноставно, обоје са задовољством прихватају позив на вечеру који им доноси служавка њихових пријатеља.
За ову фарсу речено је да „нема морала“, тј. јасно дефинисаног ауторског става о етичкој негативности појава које се износе на сцену, што је тачно, али што не морамо прихватити као њену ману. Фарса као жанр нема сатирично значење, поготову не у облику недвосмисленог наравоученија. У општијем смислу, може се рећи да је само изношење на сцену оваквих призора поступак с несумњиво вредносним аспектом — неки би га назвали „осудом“ — а из театролошке перспективе може се рећи да ово дело обилује оним што је главни циљ фарсе: гласан и крупан смех.

##### Комедија шеста
Комедија шеста још је суровија у слици савременог друштва: њен главни јунак, иако много старији од своје жене, похотан је до неумерностион „гди може свуд пита“, па му се дешава да чак три његове љубавнице затрудне у исто време. Проблем се, наравно, решава лицемерним сакривањем све три породиље (једне чак код свештеника, који одмах на њу пројектује своје сексуалне жеље, а главни јунак због тога изражава љубомору). С низом комичних сцена заснованих како на цинизму и бестидности карактера, тако и на каламбурским ситуацијама, без трунке наравоучителног морала, ова фарса је, како је то примећено у новијој литератури, достигла врхунац театарске остварености овог жанра.

##### Комедија седма
Комедија седма најсложеније је Наљешковићево драмско дело. По композицији и другим структурним особеностима она се налази између фарсе и учене комедије. Има, као и већина других Наљешковићевих драма, пролог, а затим и три чина; сцена је симултана. Заплет је сразмерно сложен: реч је о сину Мару који је заљубљен у проститутку, троши на њу време и новац, па отац и мајка одлучују да га ожене. Вештом интригом отац, будући таст, као и јунаков друг успевају да одвоје Мара од „десерте“ жене и да га приволе на брак.
Већина ликова, чак и оних који не играју значајнију улогу, психолошки су мотивисани, и то је још један корак који приближава ово дело жанру класичне комедије. Нарочито је то видљиво у лику Петра, оца девојке за коју ће се Маро оженити: од прве сцене он доследно показује високу меру религиозности, обзирности према пријатељу када му саопштава за њега врло неповољну вест о вези његовог сина с проститутком, наглашену емотивност према својим ћеркама, изразито поштење у давању мираза... Врло су доследно и целовито развијани и ликови Мара (темељна његова особина је младићка тврдоглавост), његове мајке, његовог друга Франа, па и сасвим споредни лик служавке. Ова изнијансираност у карактеризацији ликова иде све до фине разлике у лингвистичким нивоима говора: мајка и служавка говоре врло чистим народним језиком, очеви говоре стално прелазећи са италијанског на српски и обрнуто, а младићи стално мешају речи из једног и другог језика...
Друга карактеристика ове драме, повезана са овом, јесте изразито наглашена реалистичност, која је овде доведена готово до крајњих консеквенци, до композиционог начела драме: најуверљивије то показује кратка сцена у којој „Дјевојка туђа“ долази да позове Марове родитеље на ручак: сам тај одлазак из куће драмски је функционалан, међутим већи део служавкиног позива, који се састоји од свега осам стихова, потпуно је драмски непотребан: она говори о повратку својих господара са имања, о намирницама које су одатле донели и о јеловнику који их на ручку очекује. То показује снажну Наљешковићеву потребу да сваки детаљ прецизно мотивише, да прикаже многе појединости из грађанског живота, као да жели препознатљивошћу и животношћу тих детаља да укључи публику у догађања на сцени. Таквих детаља има на десетине у самој драми и они не угрожавају динамичност драмске радње управо због тога што је Наљешковић успео да ову реалистичност уздигне до драмског композиционог принципа.
Атмосфера која апсолутно доминира овом драмом јесте атмосфера меркантилистичког материјализма. Од прве до последње реплике све ствари које се помињу имају своју материјалну цену: разговор о могућој Маровој женидби његов отац и отац његове будуће жене воде искључиво разматрајући висину мираза (са закључком: „тој ве знаш ер саде динари варају / и старе и младе, сви динар гледају“); отац, када саопштава мајци за синовљеве авантуре, своју бригу и бес најпре исказује страхом да ће сав новац потрошити, па тек онда могућношћу да ће син од ње добити „француску болест“ (сифилис, који је у то време био веома тешка и неизлечива болест); Маро ће своме другу своју будућу жену описати речима „лијепа је како цвијет, с двије тисуће и триста“, а пред оцем ће се бранити од женидбе оцрњујући садашње девојке тврдњом како су изузетно растрошне, итд. Од такве атмосфере потпуно одскаче само лик Петра, чија је емотивност изузетно наглашена и готово идеализована.

## Астрономски рад
Никола Наљешковић се кроз највећи део свога живота интензивно бавио астрономијом, тако да је 1579. године објавио на италијанском језику трактат у дијалошком облику О сфери света (Dialogo sopra la sfera del mondo), посветио га је дубровачкој влади, која га је за то наградила скупоценом сребрном посудом. Интересантно је да у овој посвети, величајућу мудрост и успехе дубровачке аристократске владе, посебну пажњу обраћа на односе Дубровника са српским владарима, помињући поименце цара Душана и Ђурђа Бранковића. Ова књига му је донела толику славу да га је папа Гргур XIII позвао да учествује у расправи о реформи календара; Наљешковић је тада већ био сувише стар за путовање у Рим, али је послао свој писани прилог, који је — по једној белешки — био дочекан аплаузом и одушевљеним узвицима.

### Издања
- Dialogo sopra la sfera del mondo di M. Nicolò di Nale. Diuiso in cinque giornate: Nel quale con breuità si dichiarano minutamente tutte le cose appartanenti al trattato di essa Sfera. Discorso non meno utile, che facilissimo d'apprendersi da ciascuno. Alla illvstrissima Signoria di Raugia. Con privilegio. In Venetia. Appresso Francesco Ziletti. MDLXXIX.
- Pjesme Nikole Dimitrovića i Nikole Nalješkovića (skupili Vatroslav Jagić i Gjuro Daničić), JAZU, Stari pisci hrvatski, књ. 5, Zagreb, 1873.
- Pjesme Nikole Nalješkovića, Andrije Čubranovića, Miše Pelegrinovića i Saba Mišetića Bobaljevića i Jegjupka neznana pjesnika (životopise napisali Luka Zore i Franjo Rački, tekst priredio Sebastijan Žepić); JAZU, Stari pisci hrvatski, књ. 8, Zagreb, 1876.
- Nikola Nalješković, Martin Benetović, Junije Palmotić, Djela (приредио Rafo Bogišić), Zagreb, 1965.
- Nikola Nalješković. Književna djela. Zagreb: Matica hrvatska. 2005. ISBN 978-953-150-734-9.. Prir. Amir Kapetanović.